# Eryngium dalmaticum
Eryngium dalmaticum là một loài thực vật có hoa trong họ Hoa tán. Loài này được Teyber mô tả khoa học đầu tiên năm 1910.